# 中野量太
中野 量太（なかの りょうた、1973年7月27日 - ）は、日本の映画監督。京都府京都市出身。

## 来歴・人物
京都市立日吉ヶ丘高等学校、京都産業大学、日本映画学校（現・日本映画大学）卒業。
大学卒業後上京し、日本映画学校に入学し3年間映画製作を学ぶ。2000年、卒業制作『バンザイ人生まっ赤っ赤。』で、日本映画学校今村昌平賞、TAMA NEW WAVEグランプリなどを受賞。日本映画学校卒業後、映画・テレビの助監督やテレビのディレクターを経て、2006年に『ロケットパンチを君に!』で6年ぶりに監督を務め、ひろしま映像展グランプリ、水戸短篇映像祭準グランプリなど3つのグランプリを含む7つの賞を受賞した。2008年には文化庁若手映画作家育成プロジェクトに選出され、35mmフィルムで制作した短編映画『琥珀色のキラキラ』が高い評価を得る。
2012年、自身初の長編映画『チチを撮りに』がSKIPシティ国際Dシネマ映画祭2012で国際長編コンペティション部門にて監督賞（日本人監督初）とSKIPシティアワードをW受賞。それに伴い、同作が「SKIPシティDシネマプロジェクト」第3弾作品として2013年2月16日に劇場公開され、さらに第63回ベルリン国際映画祭ジェネレーション部門に正式招待された。以後も、同作は多数の国内外の映画祭に正式招待され、賞を受けたほか、監督自身も第5回TAMA映画賞最優秀新進監督賞、第35回ヨコハマ映画祭森田芳光メモリアル新人監督賞、第23回日本映画批評家大賞新人監督賞を受賞した。
2016年、『湯を沸かすほどの熱い愛』で商業映画デビューを果たすと、その年の国内の主要な映画賞を次々と受賞。
高校時代の同級生にブラックマヨネーズの吉田敬やタレントの六車奈々がいる。

## 監督作品

### 映画
- バンザイ人生まっ赤っ赤。（2000年）
- ロケットパンチを君に!（2006年、短編）
- ウチの○○知りませんか?（2007年、短編）
- お母チャンからの電話（2007年、短編、第11回水戸短編映像祭オープニング映像）
- 水辺のお兄チャン（2008年、短編、文化庁若手映画作家育成プロジェクト課題作）
- 琥珀色のキラキラ（2009年、短編、文化庁若手映画作家育成プロジェクト作品）
- チチを撮りに（2013年2月16日公開）
- 沈まない三つの家（2013年10月5日公開）
- お兄チャンは戦場に行った！？（2013年10月5日公開）
- 湯を沸かすほどの熱い愛（2016年10月29日公開）
- 長いお別れ（2019年5月31日公開）
- 浅田家!（2020年10月2日公開、監督・脚本）[2]
- 兄を持ち運べるサイズに（2025年11月28日公開、監督・脚本）

## 著書
- 『湯を沸かすほどの熱い愛』（2016年10月7日 文藝春秋）

## 受賞歴
※ 記事のある作品に対しては、表彰対象が本人のもののみを記載。
『バンザイ人生まっ赤っ赤。』
- 日本映画学校12期今村昌平賞受賞
- 第1回TAMA NEW WAVE グランプリ・主演女優賞 受賞
- ゆうばり国際ファンタスティック映画祭オフシアター部門 入選

『ロケットパンチを君に!』
- ひろしま映像展2006 グランプリ・撮影賞・演技賞
- 第8回長岡インディーズムービーコンペティション グランプリ
- 第10回水戸短編映像祭 準グランプリ
- 第7回TAMA NEW WAVE 特別賞
- 福井映画祭2006 グランプリ

『チチを撮りに』
- 日本国内
  - SKIPシティ国際Dシネマ映画祭2012 国際長編コンペティション 監督賞
  - 第35回ヨコハマ映画祭 日本映画ベストテン第10位・森田芳光メモリアル 新人監督賞
  - 第5回TAMA映画賞 最優秀新進監督賞
  - 第23回日本映画批評家大賞 新人監督賞

- 海外
  - アジア太平洋映画祭2012 最優秀助演女優賞（渡辺真起子）
  - 第7回アジアン・フィルム・アワード（香港） 最優秀助演女優賞（渡辺真起子）
  - 第7回グラナダ国際映画祭 CINES DEL SUR（スペイン） 審査員特別賞・観客賞
  - 第2回Peace & Love Film Festival（スウェーデン） Jury Prize（脚本賞）
  - 第3回サハリン国際映画祭（ロシア）グランプリ

『湯を沸かすほどの熱い愛』
- 2016年度新藤兼人賞・金賞
- 第41回報知映画賞 新人賞
- 第40回日本アカデミー賞 優秀監督賞・優秀脚本賞
- 第31回高崎映画祭 最優秀監督賞
- 第38回ヨコハマ映画祭 監督賞・脚本賞

『浅田家!』
- 第44回日本アカデミー賞 優秀監督賞・優秀脚本賞（菅野友恵と共同）
- 第63回ブルーリボン賞 監督賞